# Arnie Brown
Arnie Brown, Stewart Arnold Brown (Oshawa, Ontario, 1942. január 28. –  Aplsey, Ontario, 2019. július 26.) kanadai jégkorongozó.

## Pályafutása
1959 és 1975 között volt aktív jégkorongozó. Az NHL-ben 1961 és 1974 között játszott a Toronto Maple Leafs színeiben kettő, a New York Rangersben hét, a Detroit Red Wingsben kettő, a New York Islandersben egy, az Atlanta Flamesben kettő idényen át, összesen 681 mérkőzésen.